# Cratoferonia
Cratoferonia is een geslacht van kevers uit de familie van de loopkevers (Carabidae). De wetenschappelijke naam van het geslacht is voor het eerst geldig gepubliceerd in 1902 door Tschitscherine.

## Soorten
Het geslacht Cratoferonia omvat de volgende soorten:
- Cratoferonia daccordii Garetto & Giachino, 2003
- Cratoferonia phylarchus (Sloane, 1900)
- Cratoferonia regalis (Castelnau, 1867)